# Maurice Dufrêne
Maurice Dufrêne (n. 7 ianuarie 1876, Paris, Franța – d. 14 ianuarie 1955, Nogent-sur-Marne, Seine, Franța) a fost un artist decorativ francez care a condus atelierul Maîtrise al magazinului universal Galeriile Lafayette.

## Viața
S-a născut la Paris în 1876. Tatăl său avea o afacere cu mărfuri angro. Dufrêne obișnuia să colecteze bucăți rămase de lemn, carton și material textil din atelierul tatălui său, pe care le transforma în opere de artă decorative. A studiat la École des Arts Decoratifs și a plănuit inițial să devină pictor.

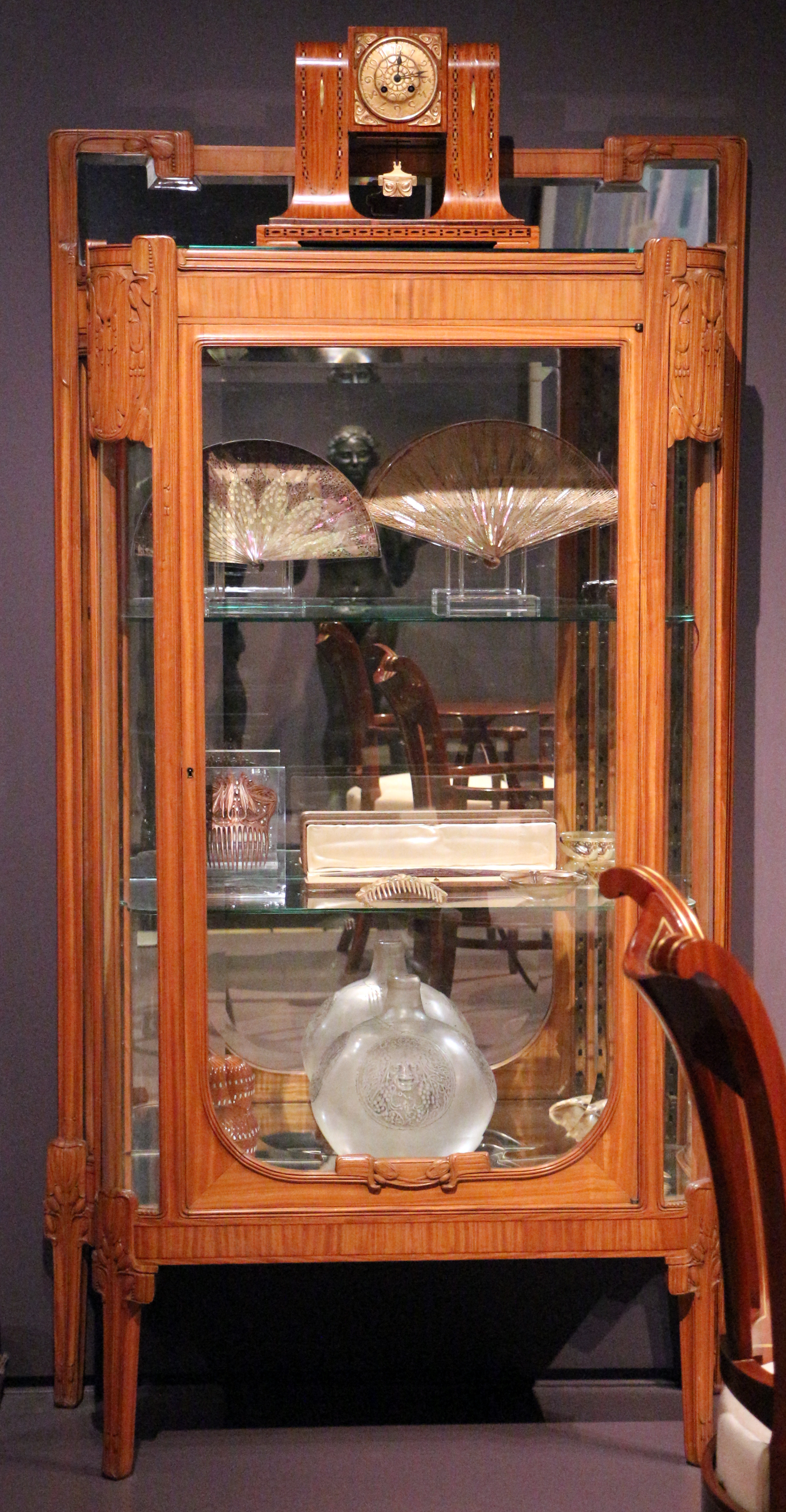
Vitrină, Muzeul d'Orsay

Dufrêne a obținut un post de manager și designer de mobilier la La Maison Moderne, condusă de Julius Meier-Grafe, ale cărui showroom-uri expuneau camere decorate în stil Art Nouveau. Acolo a lucrat alături de designeri precum Henry van de Velde, Victor Horta, Charles Plumet și Anthony Selmersheim. Începând din 1903, Dufrêne a expus în mod regulat la Salon d'Automne⁠(d) și la Saloanele Société Nationale des Beaux-Arts⁠(d). În 1904 a fost unul dintre membrii fondatori ai Société des artistes décorateurs⁠(d), iar unde a expus timp de treizeci de ani. A creat diverse tipuri de artă decorativă, inclusiv lucrări din metal, ceramică, sticlă și textile. De asemenea, a proiectat interioare complete, dar a fost cel mai bine cunoscut pentru mobilier.
Dufrêne a predat la École Boulle⁠(d) din Paris între 1912 și 1923. De asemenea, a predat la École des Arts Appliqués⁠(d). A fost unul dintre principalii designeri ai decorului modernist pentru filmul din 1919 Le Carnaval des vérités⁠(d). În 1921, Galeriile Lafayette au lansat atelierul Maîtrise sub conducerea lui Dufrêne. Acest atelier a urmat atelierului Primavera al magazinului Printemps⁠(d) fondat în 1912 de René Guilleré⁠(d) și a concurat, de asemenea, cu Pomone al lui Paul Follot din Le Bon Marché și Studium al Grands Magasins du Louvre⁠(d).
Dufrêne a proiectat pavilionul Maîtrise la Expoziția Internațională de Arte Moderne Industriale și Decorative din 1925 de la Paris. Pavilionul în sine a fost proiectat de arhitecții J. Henart, G. Tribout și G. Beau. Dufrêne a decorat interiorul cu pictură pe pereți și tavan, lumini suspendate, balustrade metalice înguste și obiecte decorative. Fiecare element a ilustrat obiectivul Art Deco de a dezvolta un nou stil. În anii 1920 și 1930, Dufrêne a realizat desene pentru Christofle, o mare firmă care producea obiecte metalice Art Deco de înaltă calitate. A rămas ocupat pe tot parcursul anilor ’30.
În 1941, în timpul celui de-Al Doilea Război Mondial, împreună cu Luigi Corbellini⁠(d), Pierre Gandon⁠(d), Gérard Cochet și alții, Dufrêne a fost unul dintre pictorii și sculptorii care au primit un venit mai mare de 10.000 de franci din partea orașului Paris pentru a compensa artiștii și intelectualii pentru pierderea veniturilor.
Dufrêne a murit la Nogent-sur-Marne în 1955.

## Stil

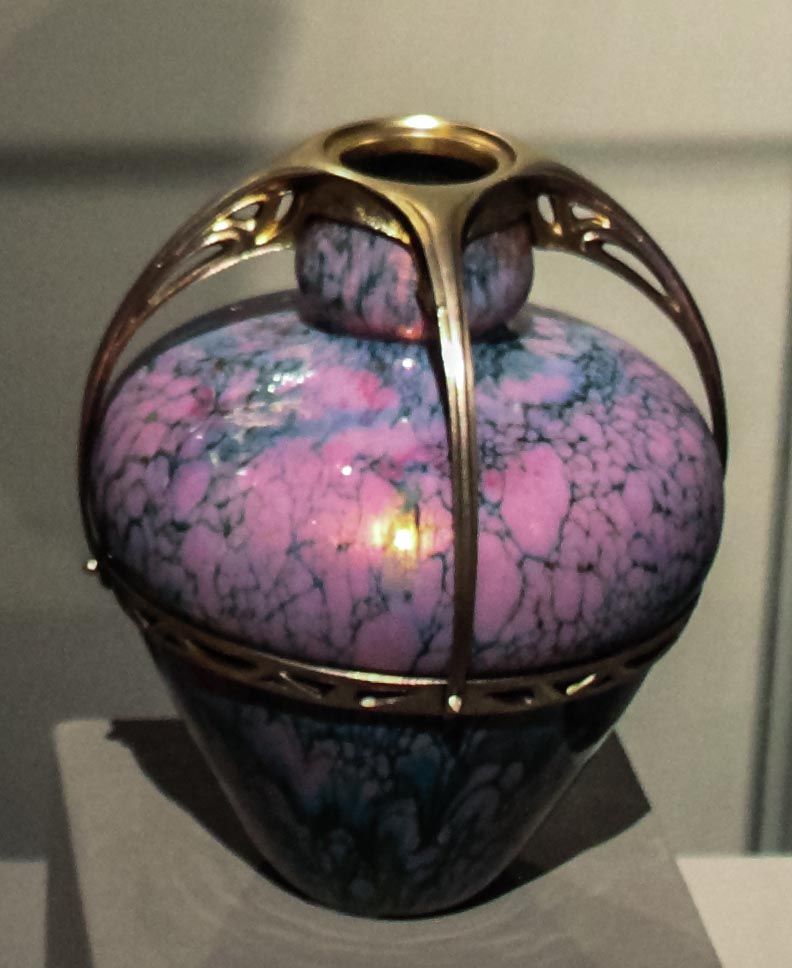
Vază, Muzeul de Arte Aplicate din Budapesta

Dufrêne și-a început activitatea în perioada de apogeu a stilului Art Nouveau, s-a îndepărtat rapid de acest curent. În anii 1920 s-a adaptat rapid mișcării Art Deco. Detesta scaunele uniforme din oțel tubular, care au devenit comune în anii 1930, scriind: „Același scaun, mecanic și tubular, care se găsește în aproape toate țările – Austria, America, Germania, Suedia, Franța etc. Este scaunul anonim, neutru, universal... care este cauza principală a Marii Plictiseli.” Prin contrast, La Maîtrise punea accent pe caracterul unic al mobilierului său: „Lucrările lui La Maîtrise sunt înregistrate; lucrările lui La Maîtrise sunt semnate”.
Proiectele de mobilier ale lui Dufrêne arată că acesta aprecia meșteșugul și producția în atelier. Creațiile sale începând cu 1910 combină structura și decorul într-un echilibru armonios. Acestea sunt austere și neoclasice, amintind de stilul Ludovic al XVI-lea. De obicei, mobilierul său era realizat din mahon închis la culoare, în unele cazuri cu decorațiuni ebonizate, dar de obicei nu avea ornamente sculptate. Stilul său a devenit mai simplu și mai unghiular în anii 1930.

## Publicații
- Dufrêne, Maurice (1926). Ensembles mobiliers. Mobiliers. Exposition internationale 1925. 1re série. 2e série. Ed. Charles Moreau. p. 332.
- Dufrêne, Maurice (1926). Les Poèmes du silence... Précédés de fragments d'un essai sur la poésie. Mercure de Flandres. OCLC 459356958.
- Dufrêne, Maurice (1929).  Eugène Moreau, ed. Meubles meublants. Paris.
- Dufrêne, Maurice (1937).  C. Moreau, ed. Ensembles mobilier.
- Dufrêne, Maurice (1989). Authentic art deco interiors : from the 1925 Paris exhibition. Introduction by Alastair Duncan. London: Antique Collectors' Club. p. 223.
- Dufrêne, Maurice (2012). 305 Authentic Art Nouveau Jewelry Designs. Dover Jewelry and Metalwork, Courier Corporation. ISBN 978-0486141954.